# Exosphaeroides
Exosphaeroides är ett släkte av kräftdjur. Exosphaeroides ingår i familjen klotkräftor.
Kladogram enligt Catalogue of Life:
| Exosphaeroides | \| \| Exosphaeroides fluvialis \| \| \| \| \| \| Exosphaeroides quadricosta \| \| \| \| \| \| Exosphaeroides quirosi \| \| \| \| |
|                | \| \| Exosphaeroides fluvialis \| \| \| \| \| \| Exosphaeroides quadricosta \| \| \| \| \| \| Exosphaeroides quirosi \| \| \| \| |
|                | Exosphaeroides fluvialis |
|                | |
|                | Exosphaeroides quadricosta |
|                | |
|                | Exosphaeroides quirosi |
|                | |